# Communauté baptiste du Congo
La Communauté baptiste du Congo (CBCO) est une association chrétienne évangélique d'églises baptistes en république démocratique du Congo. Elle est affiliée à l’Église du Christ au Congo et à l’Alliance baptiste mondiale. Son siège est situé à Kinshasa.

## Histoire

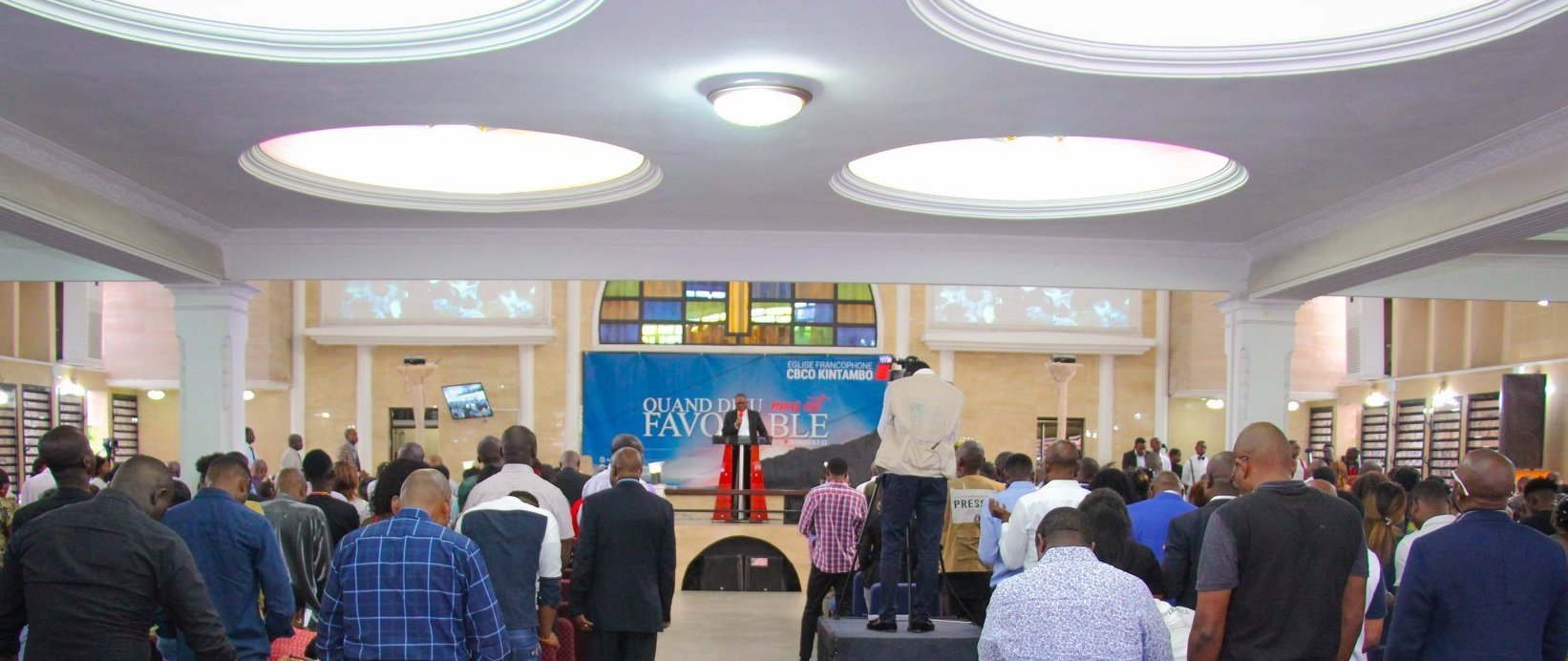
Service à l’Église Francophone CBCO Kintambo de Kinshasa, affiliée à la Communauté baptiste du Congo, 2019.

La Communauté baptiste du Congo a ses origines dans une mission britannique de la Livingstone Inland Mission installée dans le haut du Fleuve Congo, en 1878, par le pasteur baptiste gallois Alfred Tilly. En 1884, la mission est reprise par les Ministères internationaux.
En 1946, l’Église baptiste du Congo est fondée.
En 2004, l’organisation prend le nom de Communauté Baptiste du Congo,,.
En 2006, elle comptait 600 églises et 252 000 membres.
Selon un recensement de l’association, en 2023 elle disait avoir 966 églises et 1 050 000 membres.

## Écoles
La Communauté compte 608 écoles primaires, 453 secondaires affiliées .

## Services de santé
La Communauté compte 9 hôpitaux et 96 centres de santé .